# Mean Machine (film)
Mean Machine er en britisk sportskomedie fra 2001 instrueret af Barry Skolnick med den tidligere fodboldspiller Vinnie Jones. Filmen er en fortolkning af den amerikanske film The Longest Yard fra 1974, og omhandler fodbold i stedet for amerikansk fodbold.
Filmen fik blandede anmeldelser, og den indspillede for $7,3 mio. mod et budget på $2,5 mio.

## Medvirkende
- Vinnie Jones som Danny Meehan
- David Kelly som Doc
- Jason Statham som Monk
- Jamie Sives som Chiv
- Danny Dyer som Billy the Limpet
- Stephen Martin Walters som Nitro
- Rocky Marshall som Cigs
- Adam Fogerty som Mouse
- David Hemmings som Governor
- Ralph Brown som Burton
- Vas Blackwood som Massive
- Robbie Gee som Trojan
- Geoff Bell som Ratchett
- John Forgeham som Sykes
- Sally Phillips som Tracey
- Andrew Grainger som Kat
- Jason Flemyng som Bob Likely
- Martin Wimbush som Z
- David Reid som Barman
- David Cropman som Second Barman
- Omid Djalili som Raj
- J. J. Connolly som Barry The Bookie
- Jake Abraham som Bob Carter